# Bad Radkersburg
Bad Radkersburg (en esloveno Radgona, en húngaro Regede) se encuentra en Estiria y es sede de la Corte del Distrito, el Tribunal de Bad Radkersburg.
La ciudad se encuentra a 208 metros sobre el río Mura, justo en la frontera con la República de Eslovenia.

## Historia
La primera mención escrita de Radkersburg es de 1182 y en 1299 es mencionada como "Ratkerspurch".
En el Medioevo, Radkersburg se encontraba rodeada por una muralla y un foso. Una parte esencial de su fortificación eran las cuatro torres de defensa, que al día de hoy se mantienen más o menos intactas.
El 2 de junio de 1978, Bad Radkersburg fue premiada con la Medalla Europea de Oro para la Preservación de los Monumentos Históricos, además forma parte de los «Pequeños Centros Históricos» de Austria y es miembro de la «Ruta de los Castillos» austríaca.